# Child in Time
"Child in Time" é uma canção da banda britânica de hard rock Deep Purple, contida no seu álbum de estúdio Deep Purple in Rock, de 1970. "Child in Time" é uma composição simples, com uma introdução do órgão, três acordes e um solo de dois minutos de duração. A canção foi gravada entre 1969 e 1970 com a composição de todos os membros da banda na época, que foi também responsável pela produção. A música foi lançada em junho de 1970 como a terceira canção do álbum Deep Purple in Rock e gravada pela Harvest Records e a Warner Bros.. Nos anos de gravação, teve o apoio das gravadoras  IBC, De Lane Lea e Abbey Road.
A canção abrange os géneros Rock psicadélico e Hard Rock.
Basicamente fala da violência (ou más ações) e suas consequências, na forma de uma bala que retorna contra o homem "cego" que a atirou.

## Desempenho nas paradas
| Tabela musical                  | Posição mais alta |
| ------------------------------- | ----------------- |
| Países Baixos (Dutch Top 40)    | 10                |
| Bélgica (Belgium Singles Chart) | 26                |
| França (SNEP)                   | 36                |

## Ligações Externas
- «Página oficial» (em inglês) do Deep Purple